# François Laporte
François Laporte est un homme politique français né le 4 mars 1736 à Pleaux (Cantal) et décédé le 21 août 1822 à Angoulême (Charente).
Curé de Saint-Martial, puis chanoine à Angoulême, il est député du clergé aux États généraux de 1789 pour la sénéchaussée du Périgord.

## Sources
- « François Laporte », dans Adolphe Robert et Gaston Cougny, Dictionnaire des parlementaires français, Edgar Bourloton, 1889-1891 [détail de l’édition]